# Effi Briest

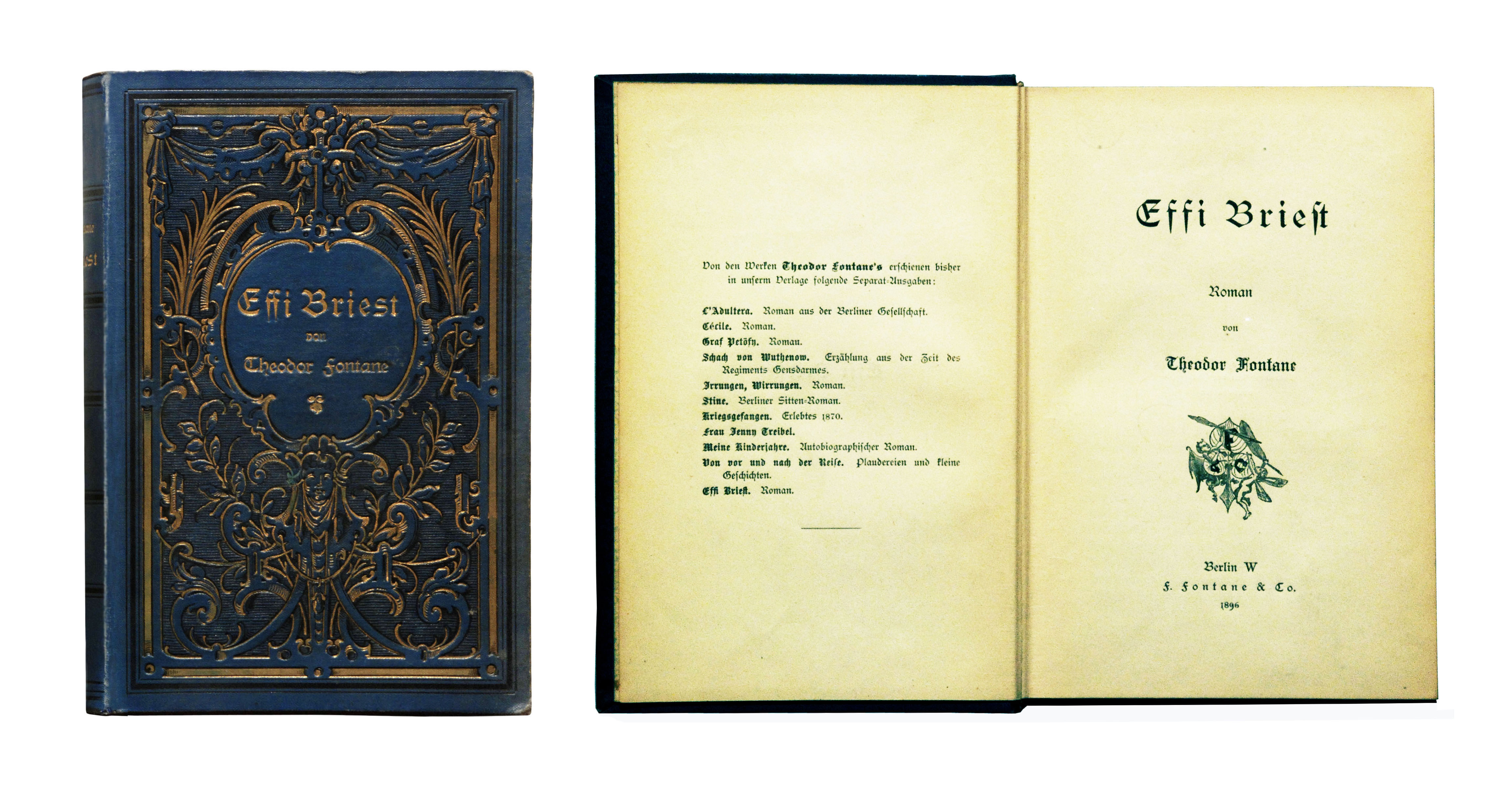
Original-Verlagseinband und Titelblatt der ersten Buchausgabe 1896

Effi Briest ist ein Roman von Theodor Fontane, der von Oktober 1894 bis März 1895 in sechs Folgen in der Deutschen Rundschau abgedruckt wurde, bevor er Mitte Oktober 1895 (vordatiert auf 1896) als Buch erschien. Das Werk gilt als ein Höhe- und Wendepunkt des poetischen Realismus der deutschen Literatur: Höhepunkt, weil der Autor kritische Distanz mit großer schriftstellerischer Eleganz verbindet; Wendepunkt, weil Fontane damit zum bedeutendsten Geburtshelfer des deutschen Gesellschaftsromans wurde, der wenige Jahre später mit Thomas Manns Roman Buddenbrooks erstmals Weltgeltung erlangen sollte. Thomas Mann verdankt Fontanes Stil zahlreiche Anregungen. Auch der Familienname der Buddenbrooks stammt mit hoher Wahrscheinlichkeit aus Effi Briest: In Kapitel 28 wird eine Person namens Buddenbrook als Sekundant erwähnt.
Beschrieben wird das Schicksal Effi Briests, die ursprünglich Bertha Pappenheim heißen sollte, und die als siebzehnjähriges Mädchen auf Zureden ihrer Mutter den mehr als doppelt so alten Baron von Innstetten heiratet, der einst vergeblich um Frau Briest geworben hatte. Innstetten liebt Effi zwar, aufgrund ihres Altersunterschieds behandelt er sie aber eher wie ein Kind und vernachlässigt sie oft zugunsten karrierefördernder Dienstreisen. Zudem müssen beide in die verschlafene Kreisstadt Kessin ziehen, wo Innstetten Landrat ist und Effi außer ihrem Hauspersonal, dem Hund Rollo und dem Apotheker Gieshübler keine näheren soziale Kontakte hat. Vereinsamt in dieser Ehe, geht Effi schließlich eine vorübergehende Liebschaft mit dem mit Innstetten befreundeten Offizier Major Crampas ein. Als Innstetten Jahre später nach Berlin versetzt wird und sich hierdurch für Effi und ihn alles zum Guten zu wenden scheint, entdeckt er zufällig Crampas' Liebesbriefe. Zwanghaft einem eigentlich überholten Ehrenkodex verhaftet, ist Innstetten außerstande, Effi zu verzeihen und tötet den verflossenen Liebhaber im Duell. Effi ist als geschiedene Frau fortan gesellschaftlich geächtet und wird deshalb sogar von ihren Eltern verstoßen. Erst drei Jahre später sind diese bereit, die inzwischen todkranke Effi wieder aufzunehmen.

## Inhalt
(Die Seitenzahlenangaben der folgenden Abschnitte beziehen sich auf die unten angegebene, im Goldmann-Verlag erschienene Romanausgabe.)
Der Baron von Innstetten, ein früherer Verehrer von Effis Mutter, hält zu Beginn des Romans um die Hand des 17-jährigen Mädchens an. Die Gespräche, die Effi Briest kurz vor und nach ihrer Verlobung mit ihren Freundinnen führt, zeigen sie als junge, heiratswillige Frau, die sich nicht lange besinnt, wenn ein Bewerber wie sie selbst von Adel ist, eine „Stellung“ hat und gut aussieht. Innstetten ist 21 Jahre älter als sie und ein fleißiger Beamter, der bereits eine Stellung hat und von Bismarck geschätzt wird. Dass seine Karriere ihn aus der Provinz nach Berlin führen wird, ist also abzusehen. Aber vorher muss Effi an der Seite ihres Mannes das eintönige Leben im (fiktiven) Provinzstädtchen Kessin in Hinterpommern aushalten, und weil sie keiner Berufstätigkeit nachgeht, was für ihre Kreise in der damaligen Zeit unüblich gewesen wäre, plagen sie Einsamkeit und Langeweile. Sie leidet auch unter ihrer Angst vor einem angeblichen Spuk im geräumigen landrätlichen Haus: Sie ist davon überzeugt, dass in manchen Nächten ein Chinese erscheint, der einst in Kessin gelebt und ein sonderbares Ende gefunden haben soll. In dieser Angst wird Effi bestärkt von Innstettens Haushälterin Johanna. Trost und Schutz findet Effi nur bei Rollo, Innstettens Hund, der sie auf ihren einsamen Spaziergängen begleitet.
Freundschaft schließt Effi auch mit dem Apotheker Alonzo Gieshübler, der sie versteht und verehrt und ihr Halt gibt. Sie erhält von ihm täglich sorgsam präparierte Zeitungen und kleine Aufmerksamkeiten, die ihr ereignisloses Leben bereichern sollen, ein Bedürfnis, das durch die formellen Landpartien und Anstandsbesuche, an denen sie mit ihrem Mann teilnimmt, kaum befriedigt wird. Im Gegenteil: Die junge Dame langweilt sich in den steifen Adelskreisen zu Tode (98).

Ostseedüne bei Swinemünde, dessen Szenerie laut Fontane für das literarische Kessin Pate stand.

Neun Monate nach der Hochzeit bekommt Effi eine Tochter, die auf den Namen Annie getauft wird. Während ihrer Schwangerschaft traf Effi auf einem ihrer Spaziergänge das katholische Hausmädchen Roswitha, das sie nun als Kindermädchen einstellt. Ungefähr zur gleichen Zeit taucht Major von Crampas in Kessin auf. Er hat zusammen mit Innstetten beim Militär gedient, ist aber charakterlich dessen ganzes Gegenteil: ein spontaner, leichtlebiger und erfahrener „Damenmann“. Verheiratet mit einer eifersüchtigen, „immer verstimmten, beinahe melancholischen“ Frau (101), begeistert er sich für Effis jugendliche Natürlichkeit und ermuntert sie zu Abwechslung und Leichtsinn. Anfangs widersteht Effi seinem Charme, dann jedoch, als Effi immer wieder von Innstetten allein gelassen wird und sich in ihrem eigenen Hause ängstigt und einsam fühlt, bahnt sich eine heimliche Affäre an, die Effi in immer bedrängendere Gewissenskonflikte stürzen wird: Effi lässt sich zunächst von Crampas dazu überreden, zum Zeitvertreib der langen Winterabende ein gemeinsames Theaterspiel mit dem bezeichnenden Titel „Ein Schritt vom Wege“ (Ernst Wichert) einzustudieren und in der Kessiner Ressource aufzuführen. Kurz vor Weihnachten kommt es unter der Regie von Major Crampas zu einer überaus erfolgreichen Vorstellung, und Effi wird als weibliche Heldin gefeiert – von den Herren bewundert, von den Damen beneidet. Eine Woche später begeben sich die Kessiner Honoratioren auf eine traditionelle Schlittenpartie zur Oberförsterei. Als Effi und Major von Crampas, der mit ihr im letzten Schlitten Platz genommen hat, schon etwas angeheitert, zu nächtlicher Stunde den Heimweg antreten, streiken unterwegs plötzlich die Pferde am sogenannten Schloon, einem unterirdischen Wasserlauf, der den Strand unpassierbar gemacht hat. Um zu vermeiden, dass die Schlitten im heimtückischen Sand versinken, müssen sie einen Umweg durch den finsteren Uferwald nehmen und „mitten durch die dichte Waldmasse“ (156) fahren. Crampas nutzt den Schutz der Dunkelheit aus: Effi „fürchtete sich und war doch zugleich wie in einem Zauberbann und wollte auch nicht heraus. – ‚Effi‘, klang es jetzt leis an ihr Ohr, und sie hörte, daß seine Stimme zitterte. Dann nahm er ihre Hand und löste die Finger, die sie noch immer geschlossen hielt, und überdeckte sie mit heißen Küssen. Es war ihr, als wandle sie eine Ohnmacht an.“ (157)
Von nun an treffen sich die beiden regelmäßig in den Dünen, und Effi ist gezwungen, ihrem Mann eine „Komödie“ vorzuspielen. Sie fühlt sich „wie eine Gefangene“, leidet schwer unter der Situation und möchte sich befreien: „Aber wiewohl sie starker Empfindungen fähig war, so war sie doch keine starke Natur; ihr fehlte die Nachhaltigkeit, und alle guten Anwandlungen gingen wieder vorüber. So trieb sie denn weiter, heute, weil sie’s nicht ändern konnte, morgen, weil sie’s nicht ändern wollte. Das Verbotene, das Geheimnisvolle hatte seine Macht über sie.“ (164) – Als Wochen später ihr Mann nach Berlin berufen wird, um dort im Ministerium Karriere zu machen, und Innstetten ihr stolz verkündet, dass sie Kessin demnächst verlassen und in die Hauptstadt umziehen werden, empfindet Effi eine riesige Erleichterung: „Effi sagte kein Wort, und nur ihre Augen wurden immer größer; um ihre Mundwinkel war ein nervöses Zucken, und ihr ganzer zarter Körper zitterte. Mit einem Male aber glitt sie von ihrem Sitz vor Innstetten nieder, umklammerte seine Knie und sagte in einem Tone, wie wenn sie betete: ‚Gott sei Dank!‘“ (176) – Endlich von allen Gewissensbissen erlöst, genießt Effi „ihr neues Leben“ in der Großstadt, wo sie die langweilige Zeit im ländlichen Kessin und das verbotene Verhältnis zu Crampas bald vergessen kann.
Sechs Jahre später, während Effi gerade zur Kur in Bad Ems weilt, entdeckt Innstetten in einem Nähkästchen durch Zufall Crampas’ Briefe, die ihm die Affäre der beiden enthüllen. Aufgrund des – aus Innstettens Sicht zwar kritisch, aber doch noch als gesellschaftlich verbindlich betrachteten – Ehrenkodexes beschließt er, den Major zu einem Duell zu fordern. Dabei wird Effis einstiger Liebhaber tödlich getroffen. Innstetten trennt sich trotz aller Selbstzweifel von seiner Frau und weiß, dass er damit auch sein eigenes privates Glück zerstört: „Ja, wenn ich voll tödlichem Haß gewesen wäre, wenn mir hier ein tiefes Rachegefühl gesessen hätte … [Rache] ist nichts Schönes, aber was Menschliches und hat ein natürlich menschliches Recht. So aber war alles einer Vorstellung, einem Begriff zuliebe, war eine gemachte Geschichte, eine halbe Komödie. Und diese Komödie muß ich nun fortsetzen und muß Effi wegschicken und sie ruinieren und mich mit.“ (236)
Effis Eltern senden ihrer Tochter einen Brief, in dem sie erfährt, dass sie aufgrund der gesellschaftlichen Konventionen nicht mehr nach Hohen-Cremmen, dem elterlichen Anwesen und Haus ihrer glücklichen Kindheit, zurückkehren könne. Verstoßen von Ehemann und Eltern, zieht sie in eine kleine Wohnung in Berlin und führt dort, zusammen mit der ihr nach wie vor in Treue verbundenen Haushälterin Roswitha, ein einsames und aus ihrer gesellschaftlichen Sphäre verstoßenes Dasein.
Nach einem enttäuschenden Besuch ihrer kleinen Tochter Annie, die ihre Mutter lange Zeit nicht sehen durfte und ihr inzwischen völlig entfremdet ist, erleidet Effi einen Zusammenbruch. Ihre Eltern beschließen auf Anraten des Effi behandelnden Arztes, ihre kranke Tochter doch wieder im Elternhaus aufzunehmen. Effis gesundheitlicher Zustand verbessert sich nur kurzzeitig. Angesichts des nahenden Todes äußert sie Verständnis für das Handeln ihres früheren Ehemannes (285). Dieser empfindet gleichwohl keine Freude mehr an seinem Dasein und kommentiert seine Beförderung zum Ministerialdirektor gegenüber seinem Vertrauten Wüllersdorf mit der Einsicht, dass sein Leben „verpfuscht“ sei. Effi Briest stirbt mit etwa 30 Jahren in ihrem Elternhaus. Effis Mutter glaubt, eine Mitschuld am Tod ihrer Tochter zu tragen, weil sie Effi zur früh eingegangenen Ehe mit einem 21 Jahre älteren Mann geraten hatte. Herr von Briest beendet jedoch jegliches weitere Grübeln mit seinen leitmotivisch im gesamten Roman immer wieder geäußerten Worten: „Ach, Luise, laß … das ist ein ‚zu‘ weites Feld.“

## Form
(Die Seitenzahlenangaben der folgenden Abschnitte beziehen sich auf die unten angegebene, im Goldmann-Verlag erschienene Romanausgabe.)
Was Fontanes Werk unter anderem auszeichnet, ist sein Spannungen schaffendes Jonglieren mit den ästhetisierenden Elementen des poetischen Realismus einerseits und den um größere Objektivität bemühten Mitteln des bürgerlichen Gesellschaftsromans andererseits. Dazu nutzt er alle Mittel konventionellen literarischen Erzählens: vom auktorialen Plauderton über das perspektivische Berichten mit wechselndem Fokus bis hin zur erlebten Rede, von der episch breiten Beschreibung über die dialogische Konversation bis hin zur monologischen Briefform. „Das Geflecht der Verweisungen durch beziehungschaffende Bilder und Gegenbilder, Allusionen und Parallelen, Omina, Signale, Echos und Spiegelungen, sich wiederholende, abbrevierende Bild- und Redeformeln – Fontane bedient sich ihrer so überlegt wie überlegen.“
Vater Briest ist in vielerlei Hinsicht Fontanes Alter Ego im Roman, insbesondere gilt das für seinen Spruch „Das ist ein (zu) weites Feld.“, der zum geflügelten Wort geworden ist. Ihm kommt schon insofern eine Schlüsselfunktion zu, als Fontane sie nicht nur zum stets wiederkehrenden Leitmotiv, sondern darüber hinaus auch zum krönenden Schlusssatz seines Romans macht. Dem alten Briest erscheint diese Welt zu kompliziert, zu widersprüchlich und zu lästig, als dass er sie erklären wollte. Mit seinem Zitat lässt er (und sein Autor) immer wieder an entscheidender Stelle offen, wie er zu den Dingen steht, und spart aus, was jeder Leser für sich selbst ergänzen sollte.
Effi ist zu jung, zu naiv, zu ungezügelt; Innstetten ist zu alt, zu karrieresüchtig, zu eifersüchtig, zu humorlos und zu ehrpusselig; die beiden sind zu verschieden. Während Fontane durch die Wahl der Formulierung „zu weit“ durchaus auf eine Schwäche des alten Briest hinweisen will, betont er doch andererseits durch den Verzicht auf jede weitere Erläuterung die liberale Toleranz und Humanität dieser Vaterfigur. Immer aber, wenn Liebe und Menschlichkeit gefragt sind, beispielsweise als es darum geht, die sozial geächtete und verstoßene Tochter gegen den „Anspruch der Gesellschaft“ wieder nach Hause zu holen, ist der alte Briest durchaus gewillt, aus seiner Deckung zu kommen und seine Reserviertheit, auch gegen den Widerstand seiner Frau, aufzugeben: „Ach, Luise, komme mir mit Katechismus, soviel du willst; aber komme mir nicht mit ‚Gesellschaft‘ […] die ‚Gesellschaft‘, wenn sie nur will, kann ein Auge zudrücken. […] Ich werde ganz einfach telegraphieren: ‚Effi, komm.‘“ (269 f.) Mit seinem Aufbegehren und der Forderung danach, ein Auge zuzudrücken, verhält er sich entschieden mutiger als seine Frau, die ihre Tochter vor allem deswegen verstieß, weil sie meinte, „vor aller Welt Farbe bekennen“ (248) zu müssen. Trotzdem gilt für den alten Briest, dass es paradoxerweise gerade seine Zurückhaltung ist, die ihn, obwohl nur Randfigur, ähnlich wie den Apotheker Gieshübler zu einem der prägenden Charaktere des Romans werden lässt.
In gleicher Art verdanken noch verschiedene andere Hauptmotive des Romans ihren Reiz solchen Leerstellen: Der Seitensprung mit Crampas, die Schuldfrage, die Kritik an der preußischen Gesellschaft und, nicht zuletzt, das Geheimnis um den Chinesen – sie alle werden nie explizit, sondern fast ausschließlich in omissiven Andeutungen dargestellt und gewinnen auf diese Weise erst den spannenden Schwebezustand, der den Roman von trivialer Salonliteratur unterscheidet.

## Symbole und Motive
(Die Seitenzahlenangaben der folgenden Abschnitte beziehen sich auf die unten angegebene, im Goldmann-Verlag erschienene Romanausgabe.)
Alle zentralen Themen des Romans (Liebe, Ehe, Karriere, Angst, Schuld, Entsagung, Strafe, Zeit und Tod) klingen bereits im ersten Kapitel (S. 5–13) unüberhörbar an, die auffälligsten Dingsymbole (das Rondell, die Kirchhofsmauer, die Schaukel, der Teich und die alten Platanen) sogar schon im ersten Absatz des Romans, wo Fontane das „schon seit Kurfürst Georg Wilhelm von der Familie von Briest bewohnte Herrenhaus zu Hohen-Cremmen“ mit seinem „kleinen Ziergarten“ ausführlich beschreibt und so für eine Bilderdichte sorgt, die er im Verlaufe seines Romans ständig weiter ausspinnt zu einer komplexen Textur von Vor- und Rückverweisen und die seinem Alterswerk jene anspruchsvolle Qualität verleiht, von der die Leichtigkeit seines Erzähltons nichts zu wissen scheint.

### Das Rondell
Schon vor Effis Hochzeit erhält das Rondell im Garten von Hohen-Cremmen eine verweisende Funktion: „der in einem zierlichen Beet um die Sonnenuhr herumstehende Heliotrop blühte noch, und die leise Brise, die ging, trug den Duft davon zu ihnen [Mutter und Tochter Briest] herüber. ‚Ach wie wohl ich mich fühle‘, sagte Effi, ‚so wohl und so glücklich; ich kann mir den Himmel nicht schöner denken. Und am Ende, wer weiß, ob sie im Himmel so wunderschönen Heliotrop haben.‘“ Dieser Vergleich macht die Idylle von Hohen-Cremmen zu einer geradezu überirdischen, „quasi jenseitigen Landschaft.“ Wie der Heliotrop (griech. „Sonnenwende“) sehnt auch Effi sich stets nach der Sonnenseite des Lebens, ein Bedürfnis, dem ihre Eltern noch nach ihrem Tode Rechnung tragen, wenn sie die Sonnenuhr in der Mitte des Rondells beseitigen und durch Effis Grabstein ersetzen, den Heliotrop um die ehemalige Sonnenuhr herum jedoch „verschonen“ und die weiße Marmorplatte „einrahmen“ lassen (286).
Auf diese Weise dient das Rondell zudem „der symbolischen Verschränkung von Tod und Leben“, die auch die Mehrzahl der anderen Leitmotive Fontanes (s. u.) bestimmt.

### Die Platanen
„Zwischen Teich [s. u. ‚Wassermetaphorik‘] und Rondell aber und die Schaukel [s. u.] halb versteckend standen ein paar mächtige alte Platanen“ (5). Wenn wenig später der alte Briest und sein neuer Schwiegersohn „auf dem Kieswege zwischen den zwei Platanen auf und ab“ gehen und über die berufliche Zukunft Innstettens reden, deutet sich bereits an, dass diese alten Baumriesen Tradition und offizielles Leben repräsentieren. Den Garten an seiner offenen Seite abschließend und „etwas seitwärts stehend“ (14) kontrastieren sie mit der Kindheit und dem Privatleben Effis (Schaukel bzw. Rondell). Wie aus einer gewissen distanzierten Höhe begleiten sie ihren Lebenslauf und werfen buchstäblich ihre breiten Schatten auf ihr Glück. Als sich Effis Hochzeitstag jährt und sie nachts am offenen Fenster sitzt und ihre Schuld nicht vergessen kann, „legte sie den Kopf in ihre Arme und weinte bitterlich. Als sie sich wieder aufrichtete, war sie ruhiger geworden und sah wieder in den Garten hinaus. Alles war so still, und ein leiser, feiner Ton, wie wenn es regnete, traf von den Platanen her ihr Ohr. […] Aber es war nur die Nachtluft, die ging.“ (213) Da aber gerade „die Nachtluft und die Nebel, die vom Teich her aufstiegen“, sie gegen Ende des Romans „aufs Krankenbett warfen“ (283) und letztlich ihren Tod herbeiführen, klingt jener unablässige leise Ton der beiden Platanen gleichsam wie der ferne Todesgesang verführerischer Sirenen, die die junge Frau ins Totenreich hinüberlocken. In ihrer letzten Nacht setzt sich Effi wieder ans offene Fenster, „um noch einmal die kühle Nachtluft einzusaugen. Die Sterne flimmerten, und im Parke regte sich kein Blatt. Aber je länger sie hinaushorchte, je deutlicher hörte sie wieder, daß es wie ein feines Rieseln auf die Platanen niederfiel. Ein Gefühl der Befreiung überkam sie. ‚Ruhe, Ruhe.‘“ (286)

### Die Schaukel
Das alte Spielgerät, „die Pfosten der Balkenlage schon etwas schief stehend“, symbolisiert nicht nur Effis unbeschwerte Kindheit im elterlichen Herrenhaus zu Hohen-Cremmen, sondern auch den von ihr so gern ausgekosteten Reiz des Gefährlichen, das Gefühl abzustürzen und doch immer wieder aufgefangen zu werden. Ihre Mutter meint denn auch, sie „hätte doch wohl Kunstreiterin werden müssen. Immer im Trapez, immer Tochter der Luft“ (7), womit Fontane möglicherweise auf Pedro Calderón de la Barcas Drama La hija del aire (Die Tochter der Luft, 1653) anspielt.
Angst kennt sie dabei nicht, im Gegenteil, „ich falle jeden Tag wenigstens zwei-, dreimal, und noch ist mir nichts gebrochen“ (9). Von ihrer gleichaltrigen Freundin Hulda wird sie daraufhin an das Sprichwort „Hochmut kommt vor dem Fall“ erinnert, wiederum symbolisch und nicht ganz zu Unrecht, wenn man berücksichtigt, dass Effi ein ausgesprochenes Faible für alles „Vornehme“ hat und den ungeliebten Geert von Innstetten nicht zuletzt deswegen heiratet, weil er doch Baron und Landrat ist. Effi will im wahrsten Sinne des Wortes hoch hinaus, allerdings nur deswegen, weil ihr die Mutter solches einredet: „wenn du nicht nein sagst, […] so stehst du mit zwanzig Jahren da, wo andere mit vierzig stehen“ (16). Ihr Vater hat ihr einen Klettermast, „einen Mastbaum versprochen, hier dicht neben der Schaukel, mit Rasen und einer Strickleiter. Wahrhaftig, das sollte mir gefallen, und den Wimpel oben selbst anzumachen, das ließe ich mir nicht nehmen“ (13). Im Grunde also bleibt Effi naiv und anspruchslos – ganz im Kontrast zum Ehrgeiz Innstettens, der „mit einem ‚wahren Biereifer‘“ (11) das „Höherhinaufklimmen auf der Leiter“ (277) seiner Karriere betreibt.
Der Autor verfolgt mit seinem Schaukelsymbol darüber hinaus ein weiteres Ziel: „Wer, meint Fontane, seiner tiefsten Natur nach den Betörungen einer solchen Schwerelosigkeit notwendig zustrebt, der kann nicht zu Recht schuldig gesprochen werden. Effi unterliegt“ [als sie auf der nächtlichen Schlittenfahrt „im Fluge“ (156) den anderen Schlitten hinterherjagt und dabei von Crampas zum ersten Mal verführt wird (157)] „in einem Augenblick süßen Schauerns jenseits bewußter Verantwortung; deshalb darf sie Anspruch auf Milderungsgründe erheben. Effis Natur, an deren Zeichnung das Flugmotiv so entscheidenden Anteil hat, ist zugleich ihre Apologie. Da Fontane innerhalb der literarischen Konventionen eines ‚realistischen‘, d. h. ‚objektiv‘ dargestellten Geschehens nicht unmittelbar an den Leser appellieren darf, plädiert er metaphorisch.“
Später erfüllt sich Effi im schwerelosen Schaukeln vor allem den Wunsch, spielerisch über alle entstandenen Schwierigkeiten hinweg aufsteigen und davonfliegen zu können. Dieses Verlangen wird schließlich so stark, dass das anfängliche Symbol ihrer kindlichen Lebenslust letztlich der Verkörperung ihrer Todessehnsucht dient. Noch im Angesicht des eigenen Endes springt sie „mit einer Behendigkeit wie in ihren jüngsten Mädchentagen“ auf das Schaukelbrett, und „ein paar Sekunden noch, und sie flog durch die Luft, und bloß mit einer Hand sich haltend, riß sie sich mit der andern ein kleines Seidentuch von Brust und Hals und schwenkte es wie in Glück und Übermut […] ‚Ach, wie schön es war, und wie mir die Luft wohltat; mir war, als flög ich in den Himmel.‘“ (273)

### Der Chinese
Der Chinese, laut Fontane „ein Drehpunkt für die ganze Geschichte“, gehört zu den auffällig zahlreich vertretenen exotischen Figuren Kessins, die Innstetten seiner frisch vermählten Frau noch vor ihrer Ankunft in ihrer neuen Heimat vorstellt und die dafür sorgen, dass Effi jene abgelegene Welt an der Ostsee zwar einerseits „aufs höchste interessiert“, andererseits aber auch von vornherein sehr verunsichert: der Pole Golchowski, der aussieht wie ein Starost, in Wahrheit aber ein „widerlicher Wucherer“ (42) ist; die slawischen Kaschuben im Kessiner Hinterland; der Schotte Macpherson; der Barbier Beza aus Lissabon; der schwedische Goldschmied Stedingk; und der dänische Arzt Dr. Hannemann. Selbst Innstettens treuer Hund Rollo, ein Neufundländer (45), sowie der Apotheker Alonzo Gieshübler mit seinem „fremdartig klingenden Vornamen“ (48) reihen sich zunächst in diese Reihe internationaler Statisten ein.
Eine herausragende Rolle unter ihnen nimmt allerdings der ehemalige Besitzer des Innstettenschen Hauses ein, der Südsee-Kapitän Thomsen, der von seinen Seeräuberfahrten bei Tonkin einst einen Chinesen als seinen Diener mit nach Hinterpommern brachte. Dessen geheimnisumwitterte Geschichte erzählt von der Freundschaft der beiden und davon, dass Thomsens Nichte oder Enkelin Nina, als sie verheiratet werden sollte, ebenfalls mit einem Kapitän, am Hochzeitabend mit allen Gästen tanzte, „zuletzt auch mit dem Chinesen. Da mit einem Male hieß es, sie sei fort, die Braut nämlich. Und sie war auch wirklich fort, irgendwohin, und niemand weiß, was da vorgefallen. Und nach vierzehn Tagen starb der Chinese“ und bekam ein Grab zwischen den Dünen. „Man hätte ihn auch ruhig auf dem christlichen Kirchhof begraben können, denn der Chinese sei ein sehr guter Mensch gewesen und genauso gut wie die andern.“ (82) Offen, wie so vieles, bleibt, ob es sich dabei um eine glückliche oder unglückliche Liebesgeschichte (169) handelte. Sicher ist nur, dass es auch hier um eine verbotene Affäre ging und mit ihr ein zentraler Aspekt des Romanthemas vorweggenommen wird.
Wie sehr Innstetten, der Effi ja eigentlich nur mit den Kessinern und ihrer Umgebung vertraut machen will, mit seinen Geschichten das Gegenteil erreicht und seiner Frau ihr neues Heim auf diese Weise gerade „unheimlich“ macht, wird zusätzlich dadurch betont, dass Effi jener Chinese in den kommenden Wochen buchstäblich „auf dem Kopf herum tanzt“. Ihr Schlafzimmer liegt nämlich genau unter dem großen Dachraum, in dem einst der bewusste Hochzeitsball stattfand und dessen Gardinen, von Wind bewegt, allnächtlich über den Tanzboden schleifen und die schlaflose Effi an die junge Braut, den Chinesen und deren tragisches Ende erinnern. Da Innstetten trotz Effis flehentlichen Bittens nicht bereit ist, die „viel zu langen“ Vorhänge einfach abzuschneiden wie einen alten Zopf, bestätigt sich der Verdacht dass er diesen Spuk absichtlich als „Erziehungsmittel“ einsetzt, das bei der häufigen Abwesenheit des Hausherrn „wie ein Cherub mit dem Schwert“ über die Tugend seiner jungen Frau wacht und als „eine Art Angstapparat aus Kalkül“ dafür sorgt, dass Effi immer ängstlicher vom Schutz ihres Mannes abhängig wird und dessen Rückkehr immer sehnsüchtiger erwartet.
Nimmt man das übrige düstere Mobiliar des Hauses und sein gespenstisches Inventar hinzu – den sonderbaren Haifisch, der als „riesiges Ungetüm“ schaukelnd an der Flurdecke hängt, das ausgestopfte Krokodil und nicht zuletzt die abergläubische Frau Kruse mit ihrem „schwarzen Huhn“ –, so wird verständlich, wie wenig anheimelnd Effi ihr neues Heim erscheinen muss und wie sehr es für sie vom ersten Augenblick an zum „Spukhaus“ (234) wird. Aber das kann Innstetten erst verstehen und nachvollziehen, als seine Ehe bereits gescheitert ist und er mit seinem Freund Wüllersdorf des Duells wegen noch einmal nach Kessin zurückkehrt: „[…] so führte denn der Weg unvermeidlich an Innstettens alter Wohnung vorüber. Das Haus lag noch stiller da als früher; ziemlich vernachlässigt sah’s in den Parterreräumen aus; wie mochte es erst da oben sein! Und das Gefühl des Unheimlichen, das Innstetten an Effi so oft bekämpft oder auch wohl belächelt hatte, jetzt überkam es ihn selbst, und er war froh, als sie dran vorüber waren.“ (233 f.)

### Die Wassermetaphorik
Wie das Schaukeln, Klettern und Fliegen, so verwendet Fontane auch seine Wassermetaphern vorwiegend zur Veranschaulichung von Effis unbekümmerter Leidenschaftlichkeit. Sie ist das übermütige „Naturkind“ (35), das alles Künstliche und Gekünstelte, alles Damenhafte und einer Dame Wertvolle gering achtet, aber alles Lebendige und Natürliche bedingungslos bejaht und darin „den Tod als Komplement des Lebens, ja sogar als Bedingung seines Wertes einschließt“. Daher befindet sich auch „dicht neben“ der Schaukel und nicht weit von dem kleinen Rondell, das später Effis Grab sein wird, ein Teich, der die Gartenanlage zu Hohen-Cremmen, zusammen mit den „mächtigen alten Platanen“ – ebenfalls unübersehbare Lebens- und Todessymbole, die Fontane mehrfach als Leitmotive einsetzt – auf der offenen Seite seiner Hufeisenform abrundet.
Während dieses eher idyllische Gewässer, der heilen Welt Hohen-Cremmens entsprechend, den Reigen der Wassermetaphern zu Beginn des Romans (5) auf recht harmlose Weise eröffnet, wird schon wenige Seiten später klar, dass der heimatliche Teich und die im Verlaufe des Romans immer bestimmender werdende Szenerie des „wilden Meeres“ durchaus in Zusammenhang miteinander stehen. Noch ist es nur ein Kinderspiel, wenn Effi und ihre drei Freundinnen ihre übrig gebliebenen Stachelbeerschalen (in einer mit einem Kieselstein beschwerten Tüte als Sarg) feierlich „langsam in den Teich niedergleiten“ lassen und so „auf offener See begraben“ (12). Doch wäre Fontanes an den Leser gerichteter Wink mit dem Zaunpfahl – Effi: „so vom Boot aus sollen früher auch arme unglückliche Frauen versenkt worden sein, natürlich wegen Untreue“ (13) – gar nicht nötig, um zu erkennen, wie der Autor schon hier mit dem theatralisch zeremoniellen „Versenken der Schuld“ (12) auf die Problematik seines eigentlichen Romanthemas anspielt:

Unmittelbar vor ihrem Ehebruch, auf der Rückfahrt von Uvagla am Strand entlang, wird Effi von Sidonie ermahnt, sich nicht zu weit aus dem Schlitten zu lehnen, und antwortet: „‚Ich kann die Schutzleder nicht leiden; sie haben so was Prosaisches. Und dann, wenn ich hinausflöge, mir wär’ es recht, am liebsten gleich in die Brandung. Freilich, ein etwas kaltes Bad, aber was tut’s…‘“ Und im nächsten Augenblick bildet sich Effi ein, sie „hätte die Meerjungfrauen singen hören“ (152). „Die durch die beiden Symbolbereiche des Wassers und der Luft (Schaukel) versinnbildlichte Wesenskomponente wird für Effi zum Medium ihrer Verschuldung. Aber indem diese Symbole als Teil des idyllischen Bezirks von Hohen-Cremmen erscheinen und indem dieser Bezirk Verweisungsfunktion für Effis Tod erhält, wird jener Wesenszug gleichzeitig als Remedium [Heilmittel] der Schuld dargestellt.“
Wie Lebenslust und Todessehnsucht miteinander verschmelzen, macht Fontane auch am bereits erwähnten Motiv des „Versenkens“ klar, das, meist als intransitives „Versinken“, Effis Untergang sehr variantenreich antizipiert. Zunächst geschehen derartige Anspielungen wieder auf harmlose, ja banal-komische Weise, wenn nämlich zum Beispiel die Lebenskünstlerin Trippelli, „stark männlich und von ausgesprochen humoristischem Typus“, Effi während eines geselligen Abends im Hause Gieshüblers ihren allzu weichen „Sofa-Ehrenplatz“ überlässt: „Ich bitte Sie nunmehro, gnädige Frau, die Bürden und Fährlichkeiten ihres Amtes auf sich nehmen zu wollen. Denn von Fährlichkeiten – und sie wies auf das Sofa – wird sich in diesem Falle wohl sprechen lassen. […] Dies Sofa nämlich, dessen Geburt um wenigstens fünfzig Jahre zurückliegt, ist noch nach einem altmodischen Versenkungsprinzip gebaut, und wer sich ihm anvertraut […] sinkt ins Bodenlose“ (86f.).
Später, in unmittelbarer Nachbarschaft der ersten Liebesszene mit Crampas jedoch, werden die Bilder bedrohlicher und stecken voller Anspielungen. Als es darum geht, am Strand den gefürchteten „Schloon“ zu vermeiden, in dem die Schlitten der Heimkehrenden zu versinken drohen, fragt Effi: „Ist denn der Schloon ein Abgrund oder irgendwas, drin man mit Mann und Maus zugrunde gehen muß?“ und wird darüber aufgeklärt, dass der Schloon im Sommer „eigentlich nur ein kümmerliches Rinnsal“ sei, im Winter aber drücke „der Wind das Meerwasser in das kleine Rinnsal hinein, aber nicht so, dass man es sehen kann. Und das ist das Schlimmste von der Sache, darin steckt die eigentliche Gefahr. Alles geht nämlich unterirdisch vor sich und der ganze Strandsand ist dann bis tief hinunter mit Wasser durchsetzt und gefüllt. Und wenn man dann über solche Sandstelle wegwill, die keine mehr ist, dann sinkt man ein, als ob es ein Sumpf oder ein Moor wäre.“ (154)
Dann, wenige Sekunden vor Crampas’ Übergriff auf Effi, heißt es: „Ein Zittern überkam sie, und sie schob die Finger fest ineinander, um sich einen Halt zu geben. Gedanken und Bilder jagten sich, und eines dieser Bilder war das Mütterchen in dem Gedichte, das die ‚Gottesmauer‘ hieß“ (156). Dieses Gedicht erzählt „eine kleine Geschichte, nur ganz kurz. Da war irgendwo Krieg, ein Winterfeldzug, und eine alte Witwe, die sich vor dem Feinde mächtig fürchtete, betete zu Gott, er möge doch eine Mauer um sie bauen, um sie vor dem Landesfeinde zu schützen. Und da ließ Gott das Haus einschneien, und der Feind zog daran vorüber“ (146f.). Rettung kommt dort folglich dadurch zustande, dass Gott Witwe und Haus buchstäblich klaftertief im Schnee versinken lässt. Das Versinken ist also, wie die meisten Bilder Fontanes, durchaus doppeldeutiger Natur: ob Untergang oder Rettung, oder Rettung durch Untergang das entscheidet der jeweilige Kontext. Auch diese Ambivalenz begegnet dem Leser bereits im ersten Kapitel des Romans: „‚Flut, Flut, mach alles wieder gut‘“ singen die drei Mädchen, während sie ihre Stachelbeertüte „auf offener See begraben“, und Effi konstatiert zufrieden: „‚Hertha, nun ist deine Schuld versenkt.‘“ (12)
Am Morgen nach der ersten Liebesszene mit Crampas schließlich berichtet der inzwischen argwöhnisch gewordene Innstetten von einem (angeblichen) Traum, den er in derselben Nacht gehabt habe: „Ich träumte, daß du mit dem Schlitten im Schloon verunglückt seist, und Crampas mühte sich, dich zu retten; ich muß es so nennen, aber er versank mit dir.“ (157) Dass er mit dieser Vision Effis schlechtes Gewissen und ihre ohnehin schon vorhandene Schuldgefühle noch verstärkt, versteht sich von selbst. Aber wieder winkt Rettung durchs Versinken, wenn auch nur vorübergehend, denn eine Woche nach jener Nacht kommt vom Kessiner Hafen die Nachricht, dass ein Schiff in Seenot geraten sei und vor der Mole zu versinken drohe. Effi und Innstetten eilen zum Strand und beobachten, wie man ein Fangseil zu den Schiffbrüchigen hinüberschießt und diese mit einem Korb einzeln an Land zu hieven beginnt. „Alle wurden gerettet, und Effi hätte sich, als sie nach einer halben Stunde mit ihrem Mann wieder heimging, in die Dünen werfen und sich ausweinen mögen. Ein schönes Gefühl hatte wieder Platz in ihrem Herzen gefunden, und es beglückte sie unendlich, dass es so war.“ (163)

### Die Kreatur

Ein Neufundländer

Dem „Naturkind“ (35) Effi hat Fontane zur Illustrierung ihrer Natürlichkeit nicht nur eine Vielzahl von Naturbildern gewidmet, sondern mit dem Neufundländer Rollo und dem Kindermädchen Roswitha auch zwei Wesen an die Seite gestellt, deren Kreatürlichkeit sich wohltuend von der Affektiertheit der sonstigen Kessiner Gesellschaft abhebt. Wie sehr beide funktional tatsächlich zusammengehören, versucht der Autor durch mehrere Parallelen zu verdeutlichen.
Das beginnt schon beim anaphorischen Gleichklang ihrer Namen, die im nordischen Kessin obendrein beide recht „sonderbar“ (108) klingen. Es geht weiter mit der vom Autor immer wieder betonten Mittlerrolle, die beide zwischen Effi und Innstetten wahrnehmen, und endet mit der Schutzfunktion und bedingungslosen Loyalität, die beide Effi gegenüber üben und die auch in schweren Zeiten nicht endet: Als Effi in bescheidenen Verhältnissen lebt und Roswitha nur mehr spärlich entlohnen kann, ist jene dennoch bereit, zu ihr zu stehen und bei ihr zu bleiben. Nachdem Effi gestorben ist und Rollo sein Fressen verweigert und täglich auf ihrem Grabstein liegt, findet sich auch zu diesem Verhalten eine fast wörtliche (wenn auch der Intention nach gegensätzliche) Parallele zu Roswitha: Als diese erklären will, warum sie nach dem Tod ihrer früheren Herrin, die „zänkisch und geizig“ war, nicht einfach auf dem Friedhof „sitzen bleiben und warten wolle, bis sie tot umfalle“, sagt sie: „dann würden die Leute noch denken, ich hätte die Alte so geliebt wie ein treuer Hund und hätte von ihrem Grabe nicht weggewollt und wäre dann gestorben.“ (106)
Bezeichnenderweise ist es Roswitha, die gleichsam instinktiv als erste bemerkt, dass es mit Effi zu Ende geht – „ich weiß nicht, mir ist, als ob es jede Stunde vorbei sein könnte“ (284) –, und bezeichnenderweise ist es Rollo, der ihr selbst über den Tod hinaus die Treue hält. So findet der alte Briest seine alte Vermutung („mitunter ist mir’s doch, als ob die Kreatur besser wäre als der Mensch“, 116) endgültig bestätigt: „Ja, Luise, die Kreatur. Das ist ja, was ich immer sage. Es ist nicht so viel mit uns, wie wir glauben. Da reden wir immer von Instinkt. Am Ende ist es doch das Beste.“ (286) Ähnliches hatte schon Innstettens Freund über Roswitha gesagt, als er deren Bittbrief gelesen hatte: „‚Ja‘, sagte Wüllersdorf, als er das Papier wieder zusammenfaltete, ‚die ist uns über.‘“ (278)

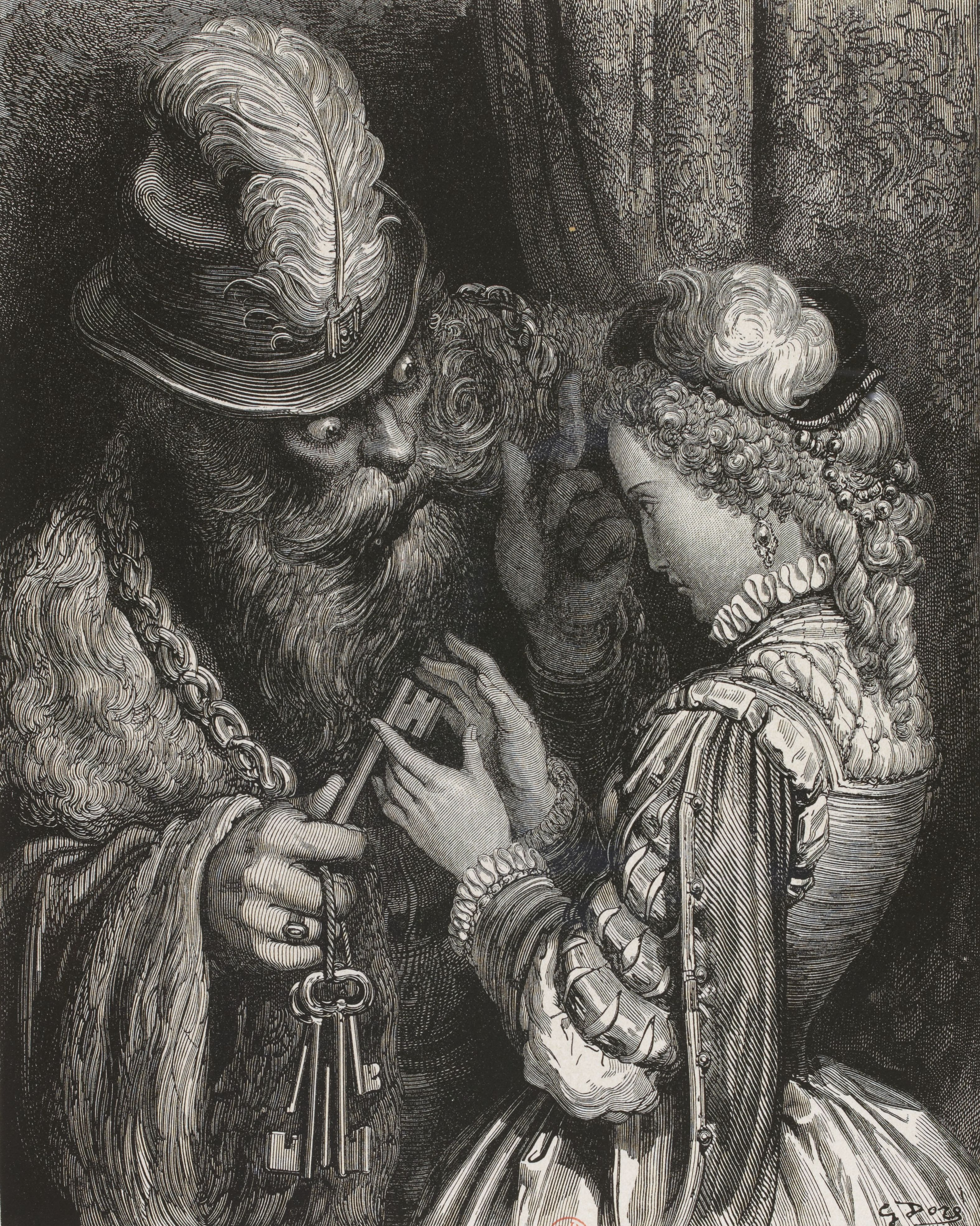
Gustave Doré: Blaubart mit seiner Frau

Wie die meisten Motive Theodor Fontanes hat auch Rollo ein Pendant, das seine Funktion bestätigt und zusätzlich unterstreicht. Als Crampas Effi die Eifersuchtsgeschichte vom spanischen Blaubartskönig Pedro dem Grausamen und dem schönen „Kalatrava-Ritter“ erzählt, „den die Königin natürlich heimlich liebte“ (135) und den der König aus Rache prompt und heimlich köpfen lässt, erwähnt Crampas auch dessen „wunderschönen Hund, einen Neufundländer“, vergleicht ihn mit Rollo, ja tauft ihn für seine Geschichte sogar auf denselben Namen. Dieser sei wie ein treuer Schutzpatron und Racheengel seines Herrn nach dessen heimlicher Ermordung auf dem festlichen Bankett erschienen, das Pedro, angeblich zu Ehren des Kalatrava-Ritters gegeben habe:
„Und denken Sie, meine gnädigste Frau“, so Crampas zu Effi, „wie der König, dieser Pedro, sich eben erheben will, um gleisnerisch sein Bedauern auszusprechen, dass sein lieber Gast noch immer fehle, da hört man auf der Treppe draußen einen Aufschrei der entsetzten Dienerschaften, und ehe noch irgendwer weiß, was geschehen ist, jagt etwas an der langen Festtafel entlang, und nun springt es auf den Stuhl und setzt ein abgeschlagenes Haupt auf den leergebliebenen Platz, und über eben dieses Haupt hinweg starrt Rollo auf sein Gegenüber, den König. Rollo hatte seinen Herrn auf seinem letzten Gang begleitet und im selben Augenblicke, wo das Beil fiel, hatte das treue Tier das fallende Haupt gepackt, und da war er nun, unser Freund Rollo, an der langen Festtafel und verklagte den königlichen Mörder.“ (136)
Dass Crampas mit der grausigen Geschichte von „seinem Rollo“ unbewusst den echten Rollo für Effi vom Schutzengel zur Spukgestalt umzufunktionieren droht, rückt ihn ungewollt in die Nähe Innstettens, der ja Spuk als „Angstapparat aus Kalkül“ (129) einsetzt, und von dessen Erziehungsmitteln Crampas sich gerade distanzieren und Effi befreien will. Effi war denn auch bei jener Erzählung „ganz still geworden“, bevor sie sich wieder „ihrem Rollo“ zuwendet: „Komm, Rollo! Armes Tier, ich kann dich gar nicht mehr ansehen, ohne an den Kalatrava-Ritter zu denken, den die Königin heimlich liebte“ (136). So muss ihr ständiger Begleiter Rollo, das Symbol der Treue, ihr von nun an paradoxerweise zugleich als Mahnung an ihre eigene Untreue erscheinen.

## Literarisches Umfeld
Effi Briest gehört in die lange Reihe fontanescher Gesellschaftsromane, die ihre literarische Besonderheit dem leichten Ton der Erzählung und dem Verzicht auf Anklage oder Schuldzuweisung bei gleichzeitig scharfem Blick auf die gesellschaftliche und historische Situation verdanken. Wenn Innstetten den Verführer Crampas in einem Duell tötet, das nur noch sinnentleertes Ritual ist, und seine Frau wegen der selbst für ihn bedeutungslosen Liaison aus „Prinzipienreiterei“ (236) verstößt, darf man darin keine einseitige Verurteilung des preußischen Adligen oder gar der Gesellschaft sehen. Wie differenziert der Autor diese Frage beurteilt, ist unter anderem an Innstettens diesbezüglichem Gespräch mit seinem Freund Wüllersdorf abzulesen.
Effi verzeiht ihrem Mann, und ihre Mutter mutmaßt, sie sei bei der von ihr forcierten und protegierten Heirat „doch vielleicht zu jung“ (287) gewesen. So entsteht ein komplexes Lebens- und Sittenbild der untergehenden altpreußischen Gesellschaft. Fontanes Werk kann auch unabhängig von preußischen Gegebenheiten als allgemeinere Betrachtung des Konfliktes zwischen Individuum und gesellschaftlichem Zwang betrachtet werden. Dies alles offenbart sich in Plaudereien der Figuren und einem fast beiläufigen Erzählton, bei dem es gilt, zwischen den Zeilen zu lesen, denn Fontane bekannte, es komme ihm nicht auf das „Was“, sondern auf das „Wie“ an.
Das heißt allerdings nicht, dass der Erzähler alles gutheiße, was seine Figuren tun. Der Ehrbegriff der Zeit zum Beispiel, der sich im literarischen Motiv des sinnlosen und illegalen Duells äußert, wird im Werk Fontanes immer wieder in verschiedenen Spielarten aufgegriffen. Mit dem Duell-Motiv findet sich Fontane in Gesellschaft Arthur Schnitzlers, der die Sinnlosigkeit des Ehrbegriffes in Lieutenant Gustl (1900) satirisch zuspitzt, während für den jungen Offizier Zosima in Dostojewskis Die Brüder Karamasow (1879–80) das Duell geradezu zum Wendepunkt seines Lebens wird: Er verzichtet darauf zu schießen und wird zum frommen Einsiedler.
Literaturwissenschaftlich gesehen steht Fontanes Effi Briest auch in der speziellen Tradition des Liebes- oder Verführungsromans, vergleichbar mit Madame Bovary von Gustave Flaubert oder Anna Karenina von Leo Tolstoi. Der Name „Effi Briest“ stellt eine Allusion auf den Namen der Protagonistin Euphemia „Effie“ Deans in Walter Scotts 1818 erstmals veröffentlichtem Roman The Heart of Midlothian dar.
Effi Briest wird in Bezug auf die im Roman präsentierten Weiblichkeitskonzepte in der Literaturwissenschaft mit Werken von Autorinnen verglichen, die zeitgleich Ende des 19. Jahrhunderts erschienen. Neben Hedwig Dohm, Franziska zu Reventlow oder Helene Böhlau wird Effi Briest dabei besonders im Vergleich mit Gabriele Reuters Roman Aus guter Familie. Leidensgeschichte eines Mädchens (1895) gelesen, der zur Zeit seiner Erstveröffentlichung ähnlich erfolgreich war wie Effi Briest, aber heute kaum mehr bekannt ist. Die Rezeptionsgeschichte beider Romane wird meist im Kontext von literarischen Kanonisierungsprozessen verglichen.

## Verarbeitung der Realität im Roman
Theodor Fontane ließ sich in seinem Roman Effi Briest von historischen Ereignissen und dem Eindruck inspirieren, den verschiedene Örtlichkeiten bei ihm hinterlassen hatten. Seiner Vorstellung von einer realistischen Schreibweise folgend, verwertete er seine Vorlagen künstlerisch und veränderte dabei wesentliche Details, wobei aber die jeweilige Vorlage erkennbar bleibt.

### Effi Briest

#### Effi Briest und Elisabeth von Plotho
Allerdings inspirierte tatsächlich ein authentischer Vorfall aus dem Jahre 1886 Theodor Fontane zu seinem Roman:

„Elisabeth von Plotho, eine junge Frau aus altem magdeburg-brandenburgischen Adel, heiratete trotz ihres Widerwillens aus Gehorsam gegenüber ihren Eltern 1873 Armand Léon Baron von Ardenne (1848–1919). Der duldete einige Jahre später, dass der Königliche Amtsrichter und Reserveoffizier Emil Hartwich aus Düsseldorf Elisabeth malte und aus diesem Anlass immer wieder mit ihr zusammen war. Nachdem Baron von Ardenne ins Kriegsministerium versetzt worden und deshalb mit seiner Familie nach Berlin umgezogen war, beobachtete er, dass seine Frau mit Hartwich korrespondierte. Misstrauisch geworden, öffnete er in der Nacht auf den 25. November 1886 die Kassette, in der sie die empfangenen Briefe aufbewahrte: Kein Zweifel, Emil Hartwich und Elisabeth von Ardenne hatten ein Verhältnis! Der Amtsrichter, den er telegrafisch nach Berlin rief, gestand es und nahm die Forderung des Barons zum Pistolenduell an. Es fand am 27. November 1886 auf der Hasenheide bei Berlin statt. Von mehreren Schüssen getroffen, starb Emil Hartwich vier Tage später in der Charité. Baron von Ardenne wurde festgenommen, kam jedoch nach nur achtzehn Tagen Festungshaft frei. Seine Ehe wurde am 17. März 1887 geschieden, und er erhielt das Sorgerecht für die beiden Kinder. Anders als Effi Briest in Theodor Fontanes Roman gab Elisabeth von Ardenne sich nicht auf, sondern arbeitete jahrelang als Krankenpflegerin.“

 Sie starb 1952 im Alter von 98 Jahren.
Ein Bezug zwischen Effi Briests Schicksal und dem Leben der Elisabeth von Plotho ist also offenkundig. Fontane veränderte allerdings viele Details, nicht nur, um die Privatsphäre der Beteiligten zu wahren, sondern auch, um den Effekt dramaturgisch zu verstärken: Elisabeth von Plotho heiratete ihren Mann nicht mit 17, sondern erst mit 19 Jahren, und er war auch nur fünf und nicht 21 Jahre älter als sie. Zudem hatte sie ihr Verhältnis nicht nach einem, sondern nach zwölf Jahren Ehe, und ihr Mann erschoss den Liebhaber nicht sehr viel später, sondern als das Verhältnis noch andauerte. Nach der Scheidung zog sich die Frau, wie Fontane auch wusste, keineswegs aus dem Leben zurück, sondern wurde berufstätig.
Auf welche Weise sich der reale Mensch Elisabeth von Plotho in die Romanfigur Effi Briest verwandelt hat, wurde in zwei Vorträgen, die am 26. September 2006 vor der Evangelischen Akademie Bad Boll gehalten wurden, genauer analysiert.

#### Effi Briest als Mitglied der realen Familie von Briest

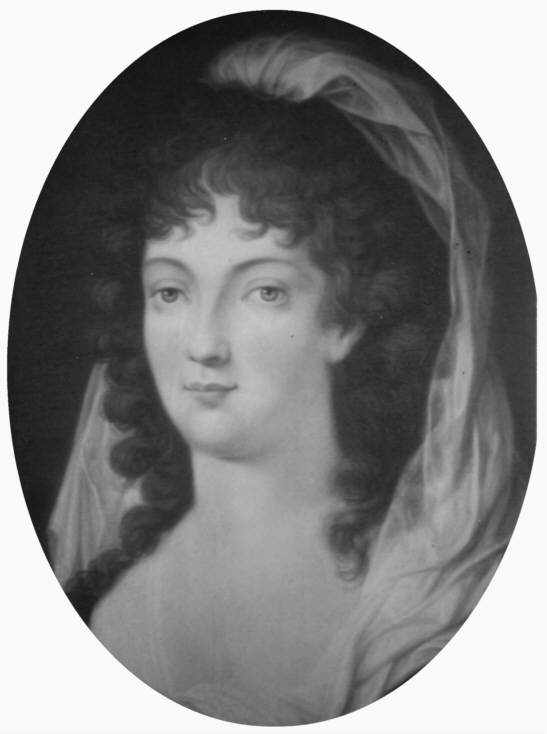
Caroline de la Motte Fouqué, geb. Briest

Im achten Kapitel des Romans stellt Effi im Gespräch mit Gieshübler fest, dass sie von jenem Briest abstamme, „der am Tag vor der Fehrbelliner Schlacht den Überfall von Rathenow ausführte“. Dabei handelt es sich um den Landrat Jakob Friedrich von Briest (1631–1703), der das Gut Nennhausen für die Familie von Briest erwarb und für den Sieg Brandenburgs im Krieg gegen Schweden mitverantwortlich gewesen sein soll. Damit weist Effi auf den besonderen Anteil ihrer Familie am Aufstieg Brandenburgs/Preußens zur europäischen Großmacht hin.
Jakob Friedrich von Briest war Ururgroßvater von Caroline de la Motte Fouqué, geborene von Briest. Diese Briest stellt in gewisser Weise eine Gegenfigur zu Effi Briest dar: Auch sie war zwar das einzige Kind ihrer Eltern und unglücklich verheiratet, konnte aber nach dem Scheitern ihrer Ehe zum zweiten Mal heiraten, und zwar den geschiedenen Adeligen Friedrich de la Motte Fouqué. Caroline wurde nicht zum Objekt gesellschaftlicher Ächtung und erbte Schloss Nennhausen.
Michael Schmidt interpretiert die Verwendung des Namens der realen Familie von Briest folgendermaßen: „Das Geheimnis der Namenallusion ‚Briest‘ dürfte […] in der Diskrepanz zwischen dem Selbstbewusstsein der Namensgeberin [Caroline von Briest] und der Hilflosigkeit der Romanheldin [Effi Briest] liegen. Diese Diskrepanz ließe sich historisch beschreiben als die Differenz zwischen einer vormodernen und frühmodernen, zumeist adligen Protoemanzipation und dem Dilemma bürgerlicher Frauenemanzipation im 19. Jahrhundert.“

### Geert von Innstetten
Der moderne, merkwürdig herkunftlos gezeichnete Geert von Innstetten, von dessen Verwandten nie die Rede ist, trägt einen Namen, der als Adelsname nie existiert hat.
Sein Name könnte ein Echo einer Begegnung Theodor Fontanes mit den Herren zu Innhausen und Knyphausen darstellen, die Theodor Fontane im Juli 1880 auf deren Herrensitz, Schloss Lütetsburg in Ostfriesland, kennengelernt hatte.
Wahrscheinlicher ist es, dass sich der Name „Innstetten“ von dem Namen „de la Motte Fouqué“ ableiten lässt: Der französische Begriff „la motte“ bezeichnet einen frühmittelalterlichen Burgwall um einen Wohnturm und kann folglich mit „Ringstätte“ übersetzt werden. In dem Märchen Undine des romantischen Dichters de la Motte Fouqué trifft der Wassergeist Undine einen Ritter von Ringstetten und heiratet ihn. Nach Ansicht einiger Interpreten entspricht Undine Caroline und Effi Briest sowie Ringstetten de la Motte Fouqué und Innstetten. Im Gegensatz zu dem Namen „Briest“ wäre der Name „Innstetten“ demnach ausschließlich aus der Literatur ableitbar.

### Handlungsorte

#### Hohen-Cremmen

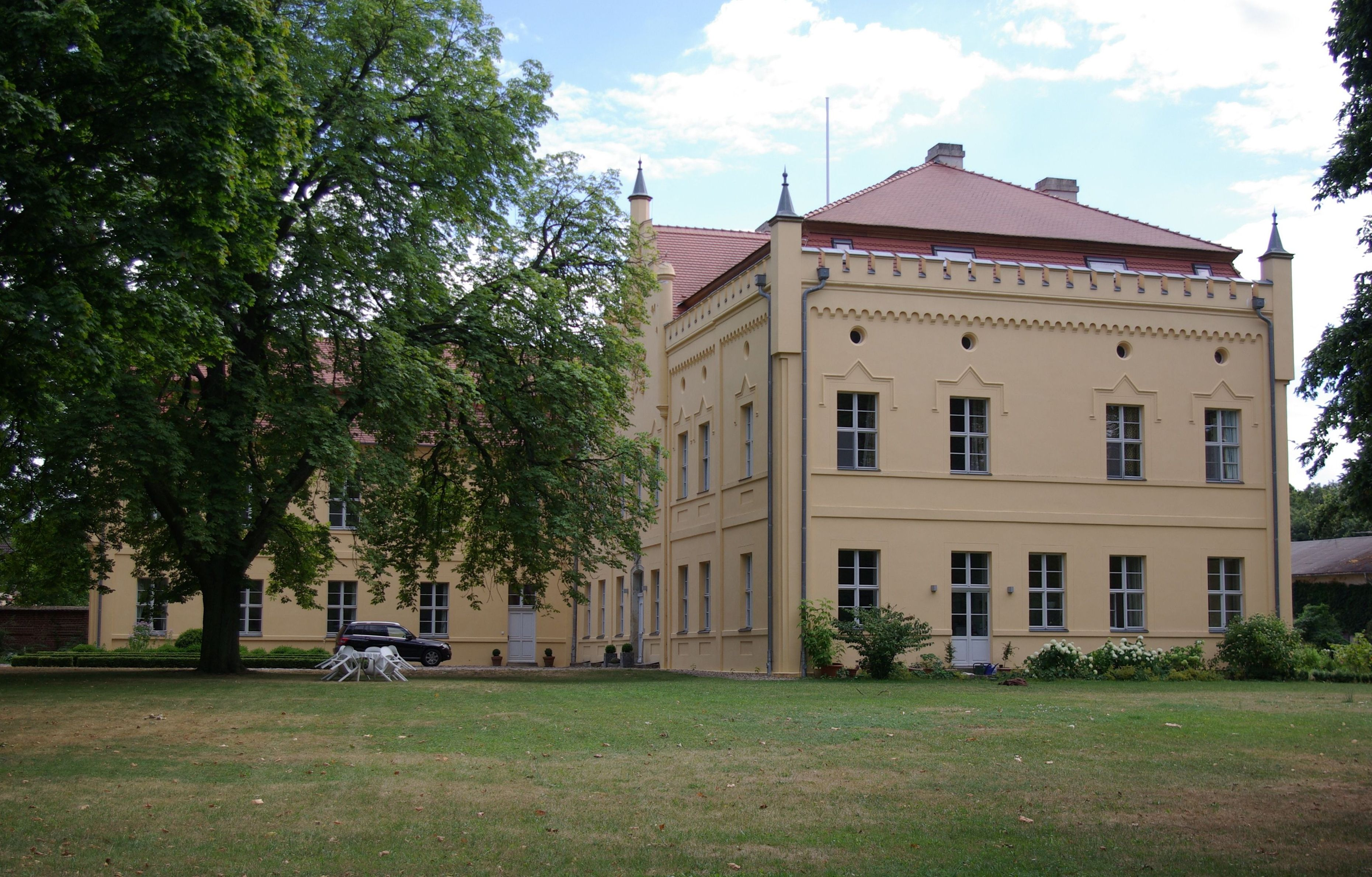
Schloss Nennhausen

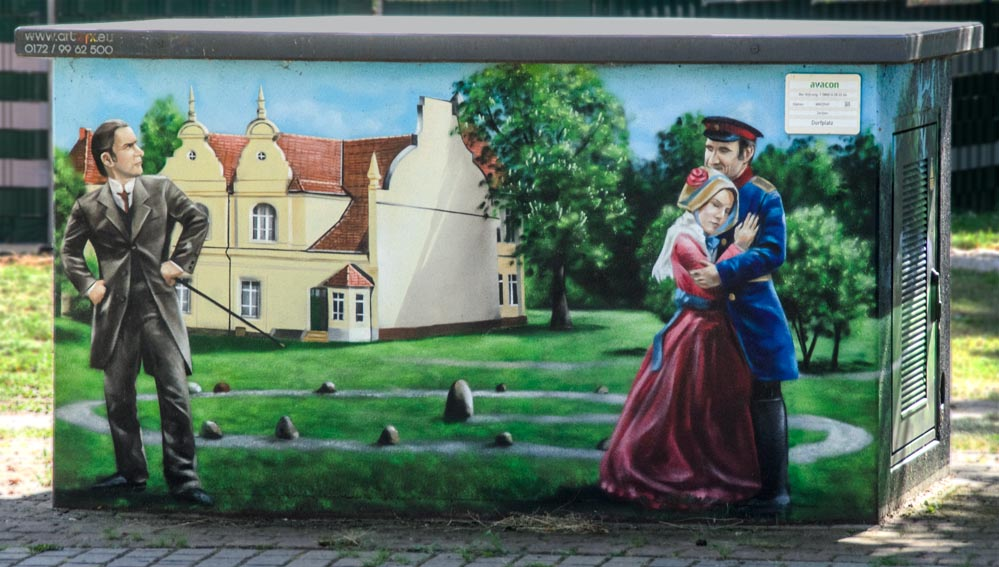
Darstellung einer Szene mit Schloss Zerben an einer Trafostation in Zerben

Die Gemeinde Elbe-Parey behauptet, dass das Schloss Zerben die Vorlage für Hohen-Cremmen darstelle, da dort Elisabeth von Plotho aufgewachsen sei. Dorthin führen von der Gemeinde vermittelte „Effi-Touren“. Als Vorlage für Hohen-Cremmen identifiziert Bernd W. Seiler von der Universität Bielefeld allerdings Nennhausen in Brandenburg, den Stammsitz der realen Familie von Briest, der zwischen Rathenow, Friesack und Nauen liegt. Als letztes weibliches Familienmitglied, das noch als eine Briest geboren wurde, ist dort Caroline de la Motte Fouqué gestorben.
Auf keines der beiden in Frage kommenden Schlösser trifft die gleich im ersten Satz des Romans getroffene Aussage zu, dass die Familie den Herrensitz zur Zeit des Kurfürsten Georg Wilhelm von Brandenburg bezogen habe.

#### Kessin
Vorbild für die pommersche Kreisstadt Kessin ist Swinemünde.
Vermutlich hat Fontane absichtlich beide Handlungsschauplätze nach Orten benannt, die es wirklich gibt (nämlich Kremmen und Kessin), wenn auch an anderer Stelle als die betreffenden Romanschauplätze, um seine Leser davon abzuhalten, allzu eifrig nach Parallelen zwischen Roman und Wirklichkeit zu suchen.

#### Berlin
Die Eindrücke von Berlin fußen auf eigenen biografischen Eindrücken Theodor Fontanes. Das Panorama des Sturmes auf St. Privat, gemalt von Emil Hünten, war einer seiner Lieblingsorte, Effi und Innstetten treffen sich mit Dagobert, um es zu besuchen.

## Bühnenfassungen
- Effi Briest wurde von Rainer Behrend zum Theaterstück umgearbeitet und stand vom Februar 2009 (Premiere) bis zum Juni 2013 auf dem Spielplan der Vaganten Bühne in Berlin. Eine weitere Bühnenbearbeitung von Peter Hailer und Bernd Schmidt wurde im Mai 2011 im Staatstheater Darmstadt uraufgeführt.
- Effis Nacht von Rolf Hochhuth, ein Monolog, erschien 1996 in Hamburg (Neuauflage 2019); die Uraufführung war im Mai 1998 im Prinzregententheater München unter der Regie von August Everding.
- Effi, Ach, Effi Briest von Moritz Franz Beichl erschien 2022 im S. Fischer Verlag. Die Uraufführung der queer-feministischen Komödienüberschreibung des Stoffes fand im Oktober 2022 im Wiener Bronski & Grünberg in der Regie des Autors statt.[49]

## Verfilmungen
- Der Schritt vom Wege, Deutschland 1939, 97 Minuten

Regie: Gustaf Gründgens
Darsteller: Marianne Hoppe (Effi), Karl Ludwig Diehl (Innstetten), Paul Hartmann (Crampas), Paul Bildt (Briest), Käthe Haack (Frau von Briest), Max Gülstorff (Gieshübler), Hans Leibelt (Wüllersdorf), Elisabeth Flickenschildt (Tripelli), Renée Stobrawa (Roswitha)
- Rosen im Herbst, BRD 1955, 103 Minuten

Regie: Rudolf Jugert
Darsteller: Ruth Leuwerik (Effi), Bernhard Wicki (Innstetten), Carl Raddatz (Crampas), Paul Hartmann (Briest), Lil Dagover (Frau von Briest), Günther Lüders (Gieshübler), Hans Cossy (Wüllersdorf), Lola Müthel (Tripelli), Lotte Brackebusch (Roswitha), Margot Trooger (Johanna)
- Effi Briest, DDR 1970, 120 Minuten

Regie: Wolfgang Luderer
Darsteller: Angelica Domröse (Effi), Horst Schulze (Innstetten), Dietrich Körner (Crampas), Gerhard Bienert (Briest), Inge Keller (Frau von Briest), Walter Lendrich (Gieshübler), Adolf Peter Hoffmann (Wüllersdorf), Marianne Wünscher (Tripelli), Lissy Tempelhof (Roswitha), Krista Siegrid Lau (Johanna), Lisa Macheiner (Ministerin)
- Fontane Effi Briest, BRD 1974, 140 Minuten

Regie: Rainer Werner Fassbinder
Darsteller: Hanna Schygulla (Effi), Wolfgang Schenck (Innstetten), Ulli Lommel (Crampas), Herbert Steinmetz (Briest), Lilo Pempeit (Frau von Briest), Hark Bohm (Gieshübler), Karlheinz Böhm (Wüllersdorf), Barbara Valentin (Tripelli), Ursula Strätz (Roswitha), Irm Hermann (Johanna)
- Effi Briest, Deutschland 2009, 117 Minuten

Regie: Hermine Huntgeburth
Darsteller: Julia Jentsch (Effi), Sebastian Koch (Innstetten), Mišel Matičević (Crampas), Juliane Köhler (Frau von Briest), Thomas Thieme (Briest), Barbara Auer (Johanna), Margarita Broich (Roswitha), Rüdiger Vogler (Gieshübler)
- Letzte Stunde vor den Ferien - Effi Briest, Deutschland 2017, 11 Minuten

In einer Folge von Neo Magazin Royale vom 22. Juni 2017 wurde der Roman auf humorvolle Art und Weise in einem Sketch verfilmt und kommentiert.
Darsteller: Anna Maria Mühe (Effi), Jan Böhmermann (Innstetten), Ralf Kabelka (Crampas), Bettina Lamprecht (Frau von Briest), Arved Birnbaum (Briest), Giulia Becker (Roswitha), William Cohn (Chinese), Max Bierhals (Schiedsrichter bei Duell Crampas gegen Innstetten)

## Hörspiele
- 1949: Effi Briest – Produktion: BR; Bearbeitung: Gerda Corbett; Komposition: Bernhard Eichhorn; Regie: Heinz-Günter Stamm;

Erstsendung: 5. Oktober 1949 | 85'06 Minuten
Sprecher:
- Christiane Felsmann: Effi
- Albert Bassermann: Vater
- Else Bassermann: Mutter
- Ernst Schlott: Baron Innstetten
- Wolfgang Lukschy: Major von Crampas
- Hans Leibelt: von Wüllersdorf
- Pamela Wedekind: Johanna
- Else Wolz: Köchin Roswitha

Veröffentlichung: CD-Edition: Der Audio Verlag 2019 (in der Sammlung „Theodor Fontane – Die große Hörspiel-Edition“)
- 1974: Effi Briest (3 Teile) – Produktion: SFB/BR/HR; Bearbeitung und Regie: Rudolf Noelte;

Erstsendung (Teil 1): 14. Dezember 1974 | 83'59 Minuten
Erstsendung (Teil 2): 15. Dezember 1974 | 87'00 Minuten
Erstsendung (Teil 3): 17. Dezember 1974 | 135'00 Minuten
Sprecher:
- Cordula Trantow: Effi Briest
- Martin Held: Vater Briest
- Gefion Helmke: Mutter Briest
- Friedrich Siemers: Innstetten
- Günther Lüders: Gieshüber
- Harald Leipnitz: Crampas
- Anneliese Römer: Tripelli
- Evelyn Meyka: Johanna
- Paul Edwin Roth: Der Sprecher
- u. v. a.

Veröffentlichung: CD-Edition: Der Hörverlag 2008

## DVD-Veröffentlichungen
- Effi Briest. Fernsehspielfilm nach dem gleichnamigen Roman von Theodor Fontane. DDR 1968–1970, DEFA 125 Minuten, Farbe, Regie: Wolfgang Luderer. DVDplus (mit Materialien in klassischen Computer-Formaten). Matthias-Film Stuttgart (ca. 2011)

### Textausgaben
- Theodor Fontane: Effi Briest. Roman. [Vorabdruck] In: Deutsche Rundschau. Band 81, Oktober bis Dezember 1894, S. 1–32, 161–191, 321–354, Band 82, Januar bis März 1895, S. 1–35, 161–196, 321–359.
- Theodor Fontane: Effi Briest. Roman. Fontane, Berlin 1896. (Digitalisat und Volltext im Deutschen Textarchiv)
- Theodor Fontane: Ausgewählte Werke. Romane und Erzählungen in 10 Bänden. Band 8: Effi Briest. Goldmann, München 1966.
- Theodor Fontane: Effi Briest. Mit einem Nachwort von Kurt Wölfel. Reclam, Stuttgart 1969/1991, ISBN 3-15-006961-0.
- Theodor Fontane: Effi Briest. Mit Materialien. Ausgewählt und eingeleitet von Hanns-Peter Reisner und Rainer Siegle. Klett, Stuttgart/Düsseldorf/Berlin/Leipzig 1984, ISBN 3-12-351810-8.
- Theodor Fontane: Effi Briest. Roman. Hrsg. von Christine Hehle. Berlin 1998 (Große Brandenburger Ausgabe, Das erzählerische Werk, Bd. 15), ISBN 3-351-03127-0.
- Theodor Fontane: Effi Briest. Text, Kommentar und Materialien. Hrsg. von Helmut Nobis. Oldenbourg, München 2008, ISBN 978-3-637-00591-4. (Oldenbourg Textausgaben für Schüler und Lehrer).
- Theodor Fontane: Effi Briest. Mit einem Nachwort von Julia Franck. Ullstein, Berlin 2009, ISBN 978-3-548-26979-5.
- Theodor Fontane: Effi Briest. Reclam XL. Text und Kommentar. Hrsg. von Wolf Dieter Hellberg. Philipp Reclam jun., Stuttgart 2017.

### Sekundärliteratur
- Josef Peter Stern: Effi Briest – Madame Bovary – Anna Karenina. In: Modern Language Review 52 (1957), S. 363–375.
- Peter Demetz: Formen des Realismus: Theodor Fontane. Kritische Untersuchungen. Hanser, München 1964.
- Dietrich Weber: „Effi Briest“: „Auch wie ein Schicksal“. Über den Andeutungsstil bei Fontane. In: Jahrbuch des Freien Deutschen Hochstifts NF, 1966, S. 457–474.
- Richard Brinkmann: Theodor Fontane. Über die Verbindlichkeit des Unverbindlichen. Piper, München 1967.
- Ingrid Mittenzwei: Die Sprache als Thema. Untersuchungen zu Fontanes Gesellschaftsromanen. Gehlen, Bad Homburg 1970.
- Walter Schafarschik (Hrsg.): Theodor Fontane. Effi Briest. Erläuterungen und Dokumente. Reclam, Stuttgart 1972, ISBN 3-15-008119-X.
- Cordula Kahrmann: Idyll im Roman: Theodor Fontane. Fink, München 1973.
- Carl Liesenhoff: Fontane und das literarische Leben seiner Zeit. Bouvier, Bonn 1976.
- Anselm Salzer, Eduard v. Tunk: Theodor Fontane. In: Dies.: Illustrierte Geschichte der Deutschen Literatur. Band 4 (Vom Realismus zum Naturalismus), Naumann & Göbel, Köln 1984, ISBN 3-625-10421-0, S. 227–232.
- Horst Budjuhn: Fontane nannte sie „Effi Briest“: das Leben der Elisabeth von Ardenne. Ullstein/Quadriga, Berlin 1985.
- Bernd W. Seiler: „Effi, du bist verloren!“ Vom fragwürdigen Liebreiz der Fontaneschen Effi Briest. In: Diskussion Deutsch 19 (1988), S. 586–605. Online
- Manfred Franke: Leben und Roman der Elisabeth von Ardenne, Fontanes „Effi Briest“. Droste, Düsseldorf 1994, ISBN 3-7700-1024-8.
- Jürgen Nelles: Bedeutungsdimensionen zwischen dem Gesagten und dem Ungesagten. Intertextuelle Korrespondenzen in Fontanes „Effi Briest“ und Goethes „Faust“. In: Wirkendes Wort. 1998 (Heft 2), ISSN 0935-879X, S. 192–214.
- Elsbeth Hamann: Theodor Fontane, Effi Briest. Interpretation. 4. Auflage, Oldenbourg, München 2001, ISBN 3-486-88602-9.
- Norbert Berger: Stundenblätter Fontane „Effi Briest“. Klett, Stuttgart 2004, ISBN 3-12-927473-1.
- Jörg Ulrich Meyer-Bothling: Klausurtraining Effi Briest. Klett, Stuttgart 2008, ISBN 978-3-12-352445-5.
- Manfred Mitter: Theodor Fontane, Effi Briest, Interpretationsimpulse. Merkur, Rinteln. Textheft: ISBN 978-3-8120-0849-5, CD-ROM: ISBN 978-3-8120-2849-3.
- Michael Masanetz: Vom Leben und Sterben des Königskinds. Effi Briest oder der Familienroman als analytisches Drama. In: Fontane-Blätter. 72 (2001), S. 42–93.
- Heide Rohse: „Arme Effi!“ Widersprüche geschlechtlicher Identität in Fontanes „Effi Briest“. In: Heide Rohse: Unsichtbare Tränen. Effi Briest – Oblomow – Anton Reiser – Passion Christi. Psychoanalytische Literaturinterpretationen zu Theodor Fontane, Iwan A. Gontscharow, Karl Philipp Moritz und Neuem Testament. Königshausen & Neumann, Würzburg 2000, ISBN 3-8260-1879-6, S. 11 f., 14 u. 17–31. - Wiederabdruck in: Heide Rohse: Verborgenes Leid und Empathie. Psychoanalyse in Literatur, Theologie und therapeutischer Praxis. Gesammelte Studien. Hrsg. von Eberhard Rohse. Vandenhoeck & Ruprecht, Göttingen 2023, ISBN 978-3-525-40815-5, S. 115–135.
- Thomas Brand: Theodor Fontane: Effi Briest. Königs Erläuterungen: Textanalyse und Interpretation, 253. C. Bange Verlag, Hollfeld 2011, ISBN 978-3-8044-1951-3.
- Petra Lihocky: Lektürehilfe „Effi Briest“. Medienkombination, Fach Deutsch, Niveau Abitur. Hörbuch und Booklet, beides eine Interpretation. Stimmen: Thomas Wedekind, Michelle Tischer, Marcus Michalski. Pons Lektürehilfe, Stuttgart 2011, 5. Aufl.; Booklet 60 Seiten, dialogisches Fachgespräch auf der CD 93 Min.
- Denise Roth: Das literarische Werk erklärt sich selbst. Theodor Fontanes „Effi Briest“ und Gabriele Reuters „Aus guter Familie“ poetologisch entschlüsselt. Wissenschaftlicher Verlag Berlin WVB, Berlin 2012, ISBN 978-3-86573-679-6.
- Clemens Freiherr Raitz von Frentz: Die Geschichte der wahren Effi Briest. In: Deutsches Adelsblatt. 52 (2013), 7, S. 10–13
- Magdalena Kißling: Effi Briest zwischen Handlungsfähigkeit und Ohnmacht. Fontane, Fassbinder und Huntgeburth im intermedialen Vergleich. In: Michael Eggers/Christof Hamann (Hrsg.): Komparatistik und Didaktik. Aisthesis Verlag, Bielefeld 2018, ISBN 978-3-8498-1164-8.